# SM U-51
SM U-51 – pierwszy niemiecki okręt podwodny typu U-51 zbudowany w Germaniawerft w Kilonii w latach 1914-1916. Wodowany 31 grudnia 1915 roku, wszedł do służby w Cesarskiej Marynarce Wojennej 4 lipca 1916 roku. Służbę rozpoczął w I Flotylli pod dowództwem kapitana Waltera Rumpela. 25 maja 1916 roku został przeniesiony do III Flotylli. 
Okręt wziął udział w jednym patrolu na Morzu Północnym na przełomie maja i czerwca. Bez sukcesów, brał udział w bitwie jutlandzkiej. 
14 lipca 1916 roku brytyjski okręt podwodny HMS H5 zauważył U-51 w ujściu rzeki Ems, w czasie wychodzenia na kolejny patrol. HMS H5 przeprowadził celny atak torpedowy, w wyniku którego okręt zatonął. Zginęło 34 członków załogi, a czterech przeżyło.